# Liste der Baudenkmäler in Berg (Oberfranken)
Auf dieser Seite sind die Baudenkmäler in der oberfränkischen Gemeinde Berg zusammengestellt. Diese Tabelle ist eine Teilliste der Liste der Baudenkmäler in Bayern. Grundlage ist die Bayerische Denkmalliste, die auf Basis des Bayerischen Denkmalschutzgesetzes vom 1. Oktober 1973 erstmals erstellt wurde und seither durch das Bayerische Landesamt für Denkmalpflege geführt wird. Die folgenden Angaben ersetzen nicht die rechtsverbindliche Auskunft der Denkmalschutzbehörde.

## Baudenkmäler nach Gemeindeteilen

### Berg
| Lage                               | Objekt                              | Beschreibung | Akten-Nr.             | Bild                                                                                            |
| ---------------------------------- | ----------------------------------- | --- | --------------------- | ----------------------------------------------------------------------------------------------- |
| Hirschberger Straße 3 (Standort)   | Wohnhaus                            | Zweigeschossig mit Walmdach, verputztes Fachwerkobergeschoss, 18. Jahrhundert                                                                                       | D-4-75-113-1 Wikidata | BW                                                                                              |
| Hofer Straße 8 (Standort)          | Pfarrhaus                           | Zweigeschossiger Walmdachbau, Mitte 18. Jahrhundert | D-4-75-113-3          | BW                                                                                              |
| Ina-Straße (bei Nr. 14) (Standort) | Steinkreuz                          | 15. Jahrhundert, Muschelmarmor | D-4-75-113-4 Wikidata | [[Vorlage:Bilderwunsch/code!/C:50.37565,11.77866!/D:Ina-Straße (bei Nr. 14), Steinkreuz!/\|BW]] |
| Kirchplatz 1 (Standort)            | Evangelisch-lutherische Pfarrkirche | Saalbau mit eingezogenem Chor und Nordturm, 14./15. Jahrhundert, Langhaus 18. und 20. Jahrhundert; mit Ausstattung Rest der Kirchhofbefestigung 14./15. Jahrhundert | D-4-75-113-5 Wikidata | weitere Bilder                                                                                  |
| Kirchplatz 2, 4 (Standort)         | Altes Pfarrhaus                     | Zweigeschossiger Walmdachbau, 17. Jahrhundert | D-4-75-113-6 Wikidata | BW                                                                                              |
| Kirchplatz 2, 4 (Standort)         | Torturm der Kirchhofbefestigung     | Dreigeschossig, mit Walmdach und Dachreiter, im Kern 15. Jahrhundert                                                                                                | D-4-75-113-6 Wikidata | Torturm der Kirchhofbefestigung                                                                 |

### Brandstein
| Lage                       | Objekt               | Beschreibung | Akten-Nr.             | Bild           |
| -------------------------- | -------------------- | --- | --------------------- | -------------- |
| Brandstein 1, 2 (Standort) | Schloss              | Zweigeschossiger Hauptbau mit Mansarddach und seitlichen zweigeschossigen Wirtschaftstrakten mit Walmdach, 1797/98 | D-4-75-113-8 Wikidata | weitere Bilder |
| Brandstein 1, 2 (Standort) | Gutshof              | Gestrecktes zweigeschossiges Wirtschaftsgebäude mit Walmdach, um 1800, im Kern älter                               | D-4-75-113-8 Wikidata | Gutshof        |
| Brandstein 1, 2 (Standort) | Burgruine Braunstein | Anlage zuerst erwähnt 1335, abgetragen 1788                                                                        | D-4-75-113-8 Wikidata | weitere Bilder |

### Bug
| Lage                                   | Objekt               | Beschreibung                                                                        | Akten-Nr.              | Bild                 |
| -------------------------------------- | -------------------- | ----------------------------------------------------------------------------------- | ---------------------- | -------------------- |
| Heinrich-Holzschuher-Weg 10 (Standort) | Ehemalige Wasserburg | Walmdachbau, im Obergeschoss zum Teil Fachwerk, 16./17. Jahrhundert                 | D-4-75-113-9 Wikidata  | Ehemalige Wasserburg |
| Joditzer Straße 23 (Standort)          | Wohnstallhaus        | Zweigeschossig mit verschiefertem Satteldach, Fachwerkobergeschoss, 19. Jahrhundert | D-4-75-113-14 Wikidata | BW                   |

### Gottsmannsgrün
| Lage                         | Objekt                             | Beschreibung | Akten-Nr.              | Bild           |
| ---------------------------- | ---------------------------------- | --- | ---------------------- | -------------- |
| Von-Koch-Straße 2 (Standort) | Ehemaliges Schloss, jetzt Brauerei | Vierflügelanlage, im Nordosten Wohnflügel mit drei Wirtschaftsflügel, zweigeschossiger Walmdachbau, 1830 Vor dem Wohnflügel ein Teil eines älteren Schlossbaus, mit verschiefertem Turm, 17. Jahrhundert | D-4-75-113-10 Wikidata | weitere Bilder |

### Moos
| Lage               | Objekt                | Beschreibung | Akten-Nr.              | Bild                  |
| ------------------ | --------------------- | --- | ---------------------- | --------------------- |
| Moos 12 (Standort) | Ehemaliges Herrenhaus | Zweigeschossiges Satteldachhaus mit vorspringendem Erdgeschoss, verputztes Fachwerkobergeschoss, 17./18. Jahrhundert | D-4-75-113-11 Wikidata | Ehemaliges Herrenhaus |

### Rudolphstein
| Lage                                                               | Objekt                          | Beschreibung | Akten-Nr.              | Bild           |
| ------------------------------------------------------------------ | ------------------------------- | --- | ---------------------- | -------------- |
| Am Schloss 1 (Standort)                                            | Ehemaliges Schloss, jetzt Hotel | Unregelmäßiger Bau unter einheitlichem Satteldach, mit Treppenturm, Ostteil 15. Jahrhundert, Westteil und Turm 16./17. Jahrhundert, dreigeschossiger Erweiterungsbau mit Walmdach, von Professor Hönig, 1934 Jägerhaus, zweigeschossiger turmartiger Bau mit Zeltdach, verschiefertes Fachwerkobergeschoss, 18. Jahrhundert Tanzhaus, pavillonartiger, zweigeschossiger Rundbau mit geschweifter Haube, 19. Jahrhundert Taubenhaus, Holzkonstruktion, 19. Jahrhundert Wirtschaftshof Torbogen mit Gastpferdestall und Schlossmauer, 18. Jahrhundert | D-4-75-113-12 Wikidata | weitere Bilder |
| Schörnickelweg, ca. 900 m südwestlich des Ortes im Wald (Standort) | Brücke                          | Einbogig, Bruchstein, bezeichnet „1794“ | D-4-75-113-16 Wikidata | BW             |

### Sachsenvorwerk
| Lage                  | Objekt                           | Beschreibung                                                                                       | Akten-Nr.              | Bild           |
| --------------------- | -------------------------------- | -------------------------------------------------------------------------------------------------- | ---------------------- | -------------- |
| A 9, Saale (Standort) | Autobahnbrücke über das Saaletal | Zwei parallele, achtjochige Rundbogenbrücken, Sichtquaderwerk, 1940, moderner Überbau mit Pfeilern | D-4-75-113-15 Wikidata | weitere Bilder |

### Schnarchenreuth
| Lage                             | Objekt             | Beschreibung | Akten-Nr.              | Bild           |
| -------------------------------- | ------------------ | --- | ---------------------- | -------------- |
| Von-Dobeneck-Straße 4 (Standort) | Ehemaliges Schloss | Dreigeschossiger Walmdachbau, 1745; mit Ausstattung Wohngebäude des Wirtschaftshofes, Walmdachbau, 18. Jahrhundert | D-4-75-113-13 Wikidata | weitere Bilder |

### Tiefengrün
| Lage                             | Objekt      | Beschreibung | Akten-Nr.              | Bild |
| -------------------------------- | ----------- | --- | ---------------------- | ---- |
| Tiefengrüner Straße 7 (Standort) | Vierseithof | Zweigeschossiges Wohnstallhaus mit Halbwalmdach, verschiefert, Bruchsteinmauerwerk, verputzt, bezeichnet „1862“ (1972 teilweise umgebaut) Ehemalige Brennerei, zweigeschossiger Halbwalmdachbau, Bruchsteinmauerwerk, verputzt | D-4-75-113-17 Wikidata | BW   |

### Untertiefengrün
| Lage                                                                      | Objekt                           | Beschreibung | Akten-Nr.              | Bild           |
| ------------------------------------------------------------------------- | -------------------------------- | --- | ---------------------- | -------------- |
| Am Büchig 4 (Standort)                                                    | Katholische Kapelle St. Heinrich | Einschiffiger Saalbau aus Bruchstein mit schiefergedecktem Satteldach und Turm, in den Formen des Expressionismus, mit Ausstattung Vorgelagerter kleiner Innenhof mit Sakristei und Kuratenwohnung; von Fritz Fuchsenberger, 1931 | D-4-75-113-19 Wikidata | BW             |
| Brandleite, am Ortsausgang von Untertiefengrün nach Tiefengrün (Standort) | Kilometerstein                   | Runder Schaft mit beschriftetem Aufsatz und Dreieckgiebeln, Granit, letztes Viertel 19. Jahrhundert | D-4-75-113-22 Wikidata | weitere Bilder |

## Ehemalige Baudenkmäler
In diesem Abschnitt sind Objekte aufgeführt, die früher einmal in der Denkmalliste eingetragen waren, jetzt aber nicht mehr. Objekte, die in anderem Zusammenhang also z. B. als Teil eines Baudenkmals weiter eingetragen sind, sollen hier nicht aufgeführt werden. Aktennummern in diesem Abschnitt sind ehemalige, jetzt nicht mehr gültige Aktennummern.

| Lage                               | Objekt   | Beschreibung                                                                                       | Akten-Nr.             | Bild |
| ---------------------------------- | -------- | -------------------------------------------------------------------------------------------------- | --------------------- | ---- |
| Berg Rothleitener Weg 3 (Standort) | Wohnhaus | Zweigeschossig mit Satteldach, gesockelt, verschiefertes Fachwerkobergeschoss, 17./18. Jahrhundert | D-4-75-113-7 Wikidata | BW   |

## Abgegangene Baudenkmäler
In diesem Abschnitt sind Objekte aufgeführt, die früher einmal in der Denkmalliste eingetragen waren, jetzt aber nicht mehr existieren, z. B. weil sie abgebrochen wurden. Aktennummern in diesem Abschnitt sind ehemalige, jetzt nicht mehr gültige Aktennummern.

| Lage                           | Objekt   | Beschreibung                                                                                        | Akten-Nr.             | Bild |
| ------------------------------ | -------- | --------------------------------------------------------------------------------------------------- | --------------------- | ---- |
| Berg Hofer Straße 2 (Standort) | Wohnhaus | Zweigeschossig mit Krüppelwalmdach, gesockelt, verputztes Fachwerkobergeschoss, 17./18. Jahrhundert | D-4-75-113-2 Wikidata | BW   |